# Basilica di San Leone
La basilica di San Leone è la chiesa madre di Assoro.

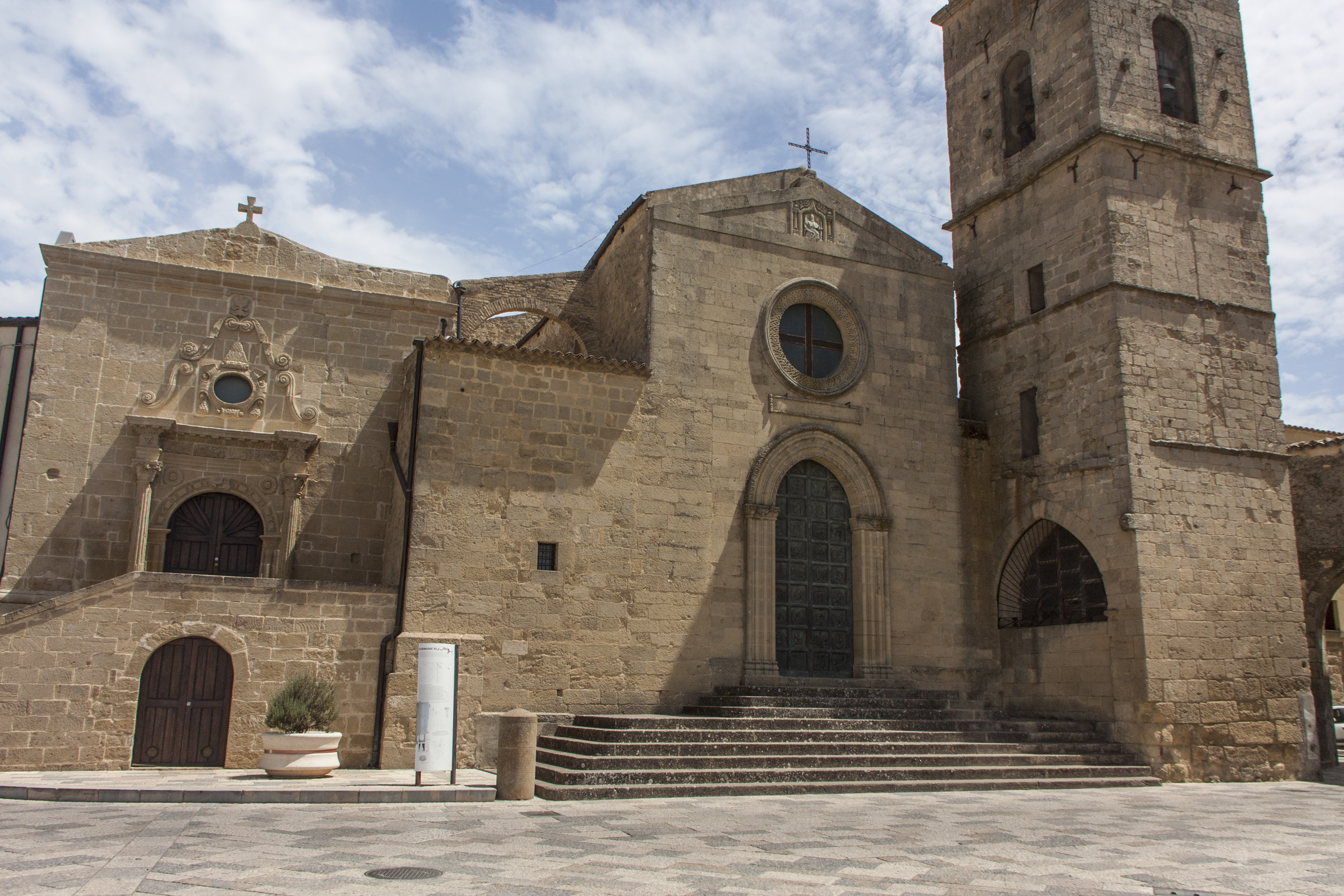
Basilica di San Leone.

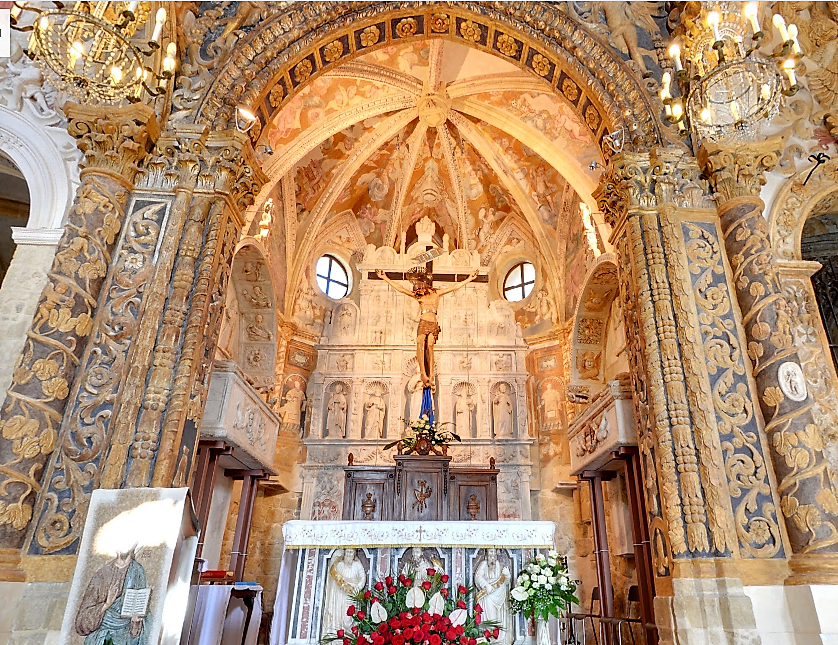
Abside.

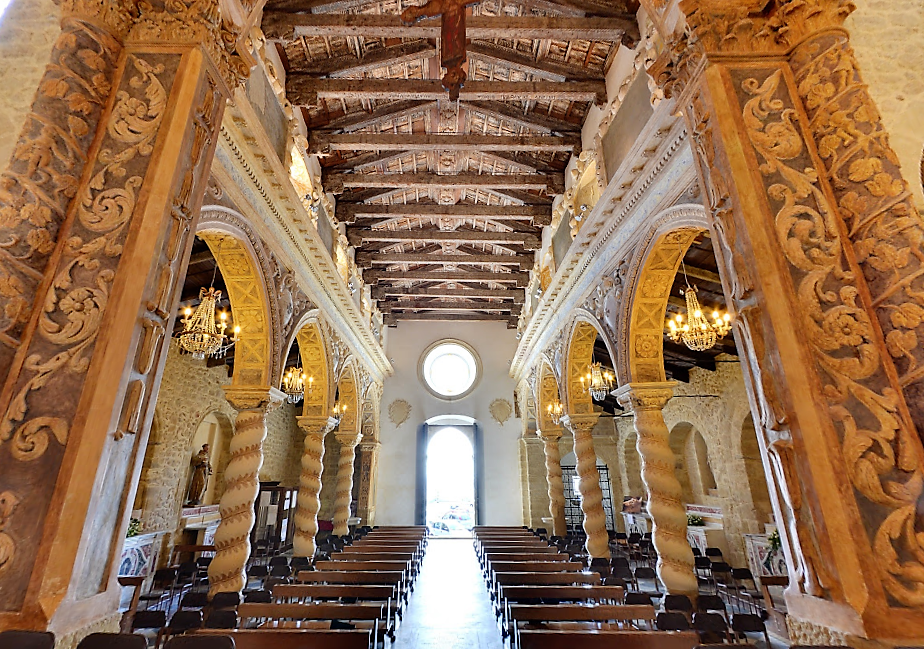
Navata e controfacciata.

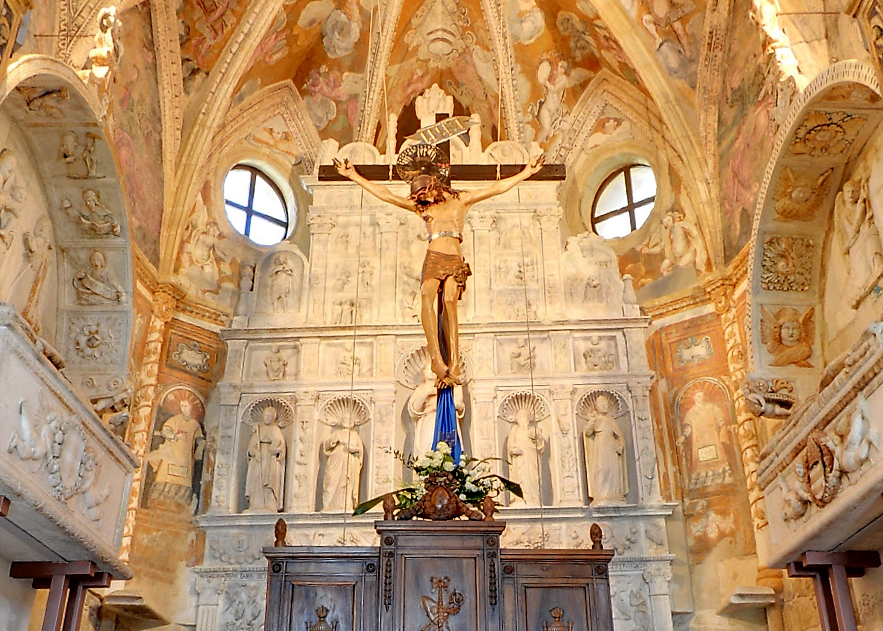
Altare maggiore.

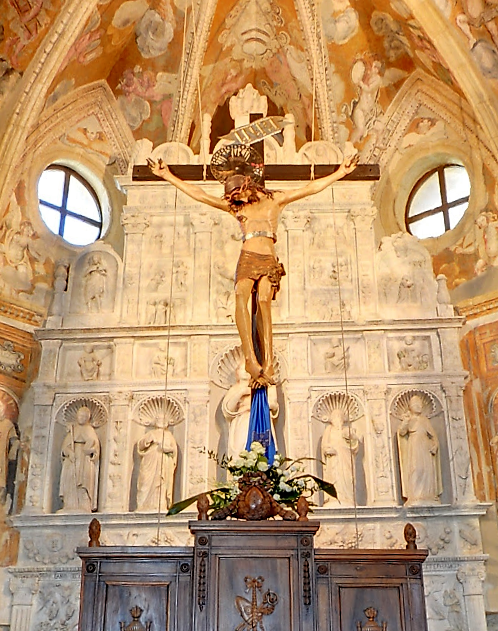
Cona.

## Storia

### Epoca bizantina
Il primitivo luogo di culto e sede parrocchiale era dedicato a san Pietro. Edificio documentato dal V secolo e ubicato nella via Borgo nel centro della vecchia città.
Sull'area dell'attuale basilica insisteva un tempio pagano in seguito dotato di cripta paleocristiana per la sepoltura dei primi praticanti. 
La chiesa di San Pietro fu parrocchia sino al 1492.

### Epoca normanna - sveva
Le strutture originarie del tempio sono state mantenute nella forma attuale, la fondazione coincide con l'anno di matrimonio (1186) di Costanza, signora di Assoro, ultima discendente pretendente al trono del casato d'Altavilla, con l'imperatore tedesco Enrico VI di Svevia, figlio di Federico Barbarossa. L'iniziale costruzione era in puro stile gotico - siciliano e ricopriva le funzioni di cappella palatina.

### Epoca aragonese
Con la ristrutturazione e l'ingrandimento nel tardo medioevo (1486 - 1490), furono apportate variazioni di stile gotico siciliano con influenze catalane. La riedificazione della chiesa fu commissionata dalla famiglia Valguarnera, signori del feudo di Assoro.
- 1492, La chiesa fu dichiarata parrocchia ed elevata al rango di matrice.
- 1499 21 aprile, consacrazione e conferimento della dignità di basilica minore.[2]

### Epoca spagnola
Con i restauri effettuati dopo il terremoto del Val di Noto del 1693, l'edificio assume connotazioni baroccheggianti arricchite da stucchi serpottiani.

### Epoca contemporanea
- 1933, Il tempio è dichiarato monumento nazionale.

## Interno
Impianto a croce latina ripartito in tre navate per mezzo di colonne tortili. Transetto rialzato, ad un livello ancora superiore le tre absidi. Tetto in legno con capriate recante l'iscrizione "LULEGATU DI RUGGERU DI ROCCA NI ACCAPTAU - VIVAI ANIMA EIUS - MCCCCLXXXX". 
Commistione di stile normanno, gotico - catalano con postume contaminazioni barocche.

### Abside
Ambiente sopraelevato, volta con nervature ad ombrello.

#### Tribuna o cona
Tribuna o cona raffigurante i tre regni dell'oltretomba, opera di Antonello Gagini realizzata nel 1515, manufatto marmoreo collocato nel catino absidale. 
La predella della "cona" è delimitata esternamente da due scene d'oltretomba: Inferno a sinistra e Purgatorio a destra. Nello scomparto centrale, all'interno di una grande ghirlanda, sono riprodotti il vecchio e nuovo stemma della città di Assoro, tre monti sormontati da un albero o da una stella, nei riquadri intermedi sono presenti le armi del Vescovo e del rappresentante della Signoria di Valguarnera. Le nervature verticali dell'ordine presentano triplici scanalature. Tra le varie iscrizioni che identificano le principali scene, una si sviluppa lungo la modanatura, essa indica l'anno di realizzazione del manufatto (1515) e le generalità di personalità del periodo.
In una prima spessa cornice sono raffigurati festoni di frutta che decorano nella parte centrale i simboli iconografici dei quattro evangelisti, nell'ordine: aquila San Giovanni Evangelista, angelo San Matteo Evangelista, leone San Marco Evangelista, toro San Luca Evangelista, chiudono alle estremità due facce di putto alate. Tutte le nervature verticali dell'ordine superiore sono costituite da lesene con capitelli che presentano la superficie esterna decorata da delicate grottesche in rilievo. 
La nicchia centrale più grande riparte la tribuna in due ali, costituite rispettivamente da una coppia di nicchie più piccole sormontate da altrettanti riquadri. La conchiglia di San Giacomo, allegoria del pellegrinaggio terreno, decora le calotte di ogni nicchia, ciascuna di essa occupata da statua a tutto tondo, rispettivamente San Leone Vescovo titolare della basilica, San Leone II papa siciliano, San Benedetto di Norcia in omaggio ai monaci benedettini che evangelizzarono la cittadina e San Placido martire, figlio del senatore Tertullo che donò la dimora assorina all'Ordine benedettino. 
Al centro è collocata la statua raffigurante la Madonna Libera Inferni. La Vergine tiene in mano una melograna, simbolo delle moltissime grazie che elargisce ai vivi ed ai defunti. Nei quattro riquadri sono riprodotte altrettante raffigurazioni in altorilievo di Santi e Sante in posizione seduta.
Il secondo ordine comprende due lunettoni esterni, due teorie di formelle che delimitano un grande altorilievo sull'asse centrale. Le formelle delle terne sovrapposte recano scene evangeliche in bassorilievo (Maria Maddalena con profumi, Guardie pretoriane dormienti), al centro si staglia la figura trionfale del Cristo Risorto con bandiera spiegata, raffigurato nell'atto di assurgere al cielo in un vortice di nembi e putti alati. La statua attuale è verosimilmente un rifacimento realizzato dopo il terremoto del Val di Noto del 1693. Nel registro sottostante il sepolcro col coperchio rimosso e le guardie pretoriane che assistono stupite all'avvenimento.
Una seconda cornice arricchita da putti alati delimita inferiormente il terzo ordine formato da tre lunette separate da candelabra e delimitate esternamente da foglie d'acanto, ai lati sono raffigurate due Sante Coronate a mezzobusto recanti la palma del martirio, al centro una Vergine attorniata da Apostoli. Chiude la prospettiva una stele intermedia sovrastante il lunettone sommitale, allegoria del Paradiso.

### Opere
- XVI secolo, Crocifisso in mistura, opera di Antonello Gagini.
- XVI secolo, Acquasantiera e fonte battesimale, manufatti marmorei, opere di Antonello Gagini.
- XVI secolo, Croce argentea con fondo a smalto bleu, opera di Vincenzo Archifel.[4]
- XV - XVI secolo, Messale gallicano usato in Sicilia prima del Concilio di Trento.
- ?, Sarcofaghi marmorei dei conti Valguarnera: di Ponzio, Vitale e Giacomo.
- ?, Portone in bronzo artisticamente effigiato.

## Sodalizi
- Congregazione del Crocefisso accompagna a piedi scalzi il simulacro del Crocifisso durante i riti processionali del Venerdì Santo.

- Confraternita di Maria addolorata.

- Confraternita di San Giuseppe.

- Confraternita del Sacro cuore di Gesù